# Theo Heiermann
Theo Heiermann, eigentlich Theodor Antonius Heiermann, (* 26. Oktober 1925 in Bottrop; † 18. März 1996 in Köln) war ein deutscher Bildhauer und Maler.

## Leben
Theodor Heiermann wurde 1944 als Gymnasiast zum Kriegsdienst eingezogen und war von 1944 bis 1945 in britischer bzw. US-amerikanischer Kriegsgefangenschaft. 1946 holte er das Abitur nach und siedelte nach Köln um, wo er an den Kölner Werkschulen bei Wolfgang Wallner, Joseph Jaekel und Wilhelm Teuwen Bildhauerei und Malerei studierte. Seit 1952 führten ihn regelmäßig Studienreisen nach Italien, Frankreich und in die Niederlande. 1955 arbeitete er an der Kölner Dombauhütte.
Heiermann war ein Vertreter der Kölner Schule, die „bewusst beste Traditionen, die in unsere Zeit überführt werden können, mit Ideen und Formen der Gegenwart vereinen“ wollte. Eine besondere kollegiale Freundschaft und Zusammenarbeit verband ihn mit dem Bildhauer Elmar Hillebrand, mit dem er zahlreiche gemeinsame Projekte plante und ausführte.
Er war mit der Künstlerin Barbara Heiermann, geborene Möller (* 1935), verheiratet und der Vater des Künstlers und Professors für bildnerisches Gestalten Matthias Maria Heiermann (1960–2019).
Theo Heiermann starb 1996 im Alter von 70 Jahren. Seine Grabstätte befindet sich auf dem neuen Friedhof in Köln-Rodenkirchen.

## Ehrungen und Auszeichnungen
- 1957 Förderpreis des Landes Nordrhein-Westfalen für junge Künstlerinnen und Künstler.

## Arbeiten im öffentlichen Raum (Auswahl)
- Kölner Dom: Wasserspeier

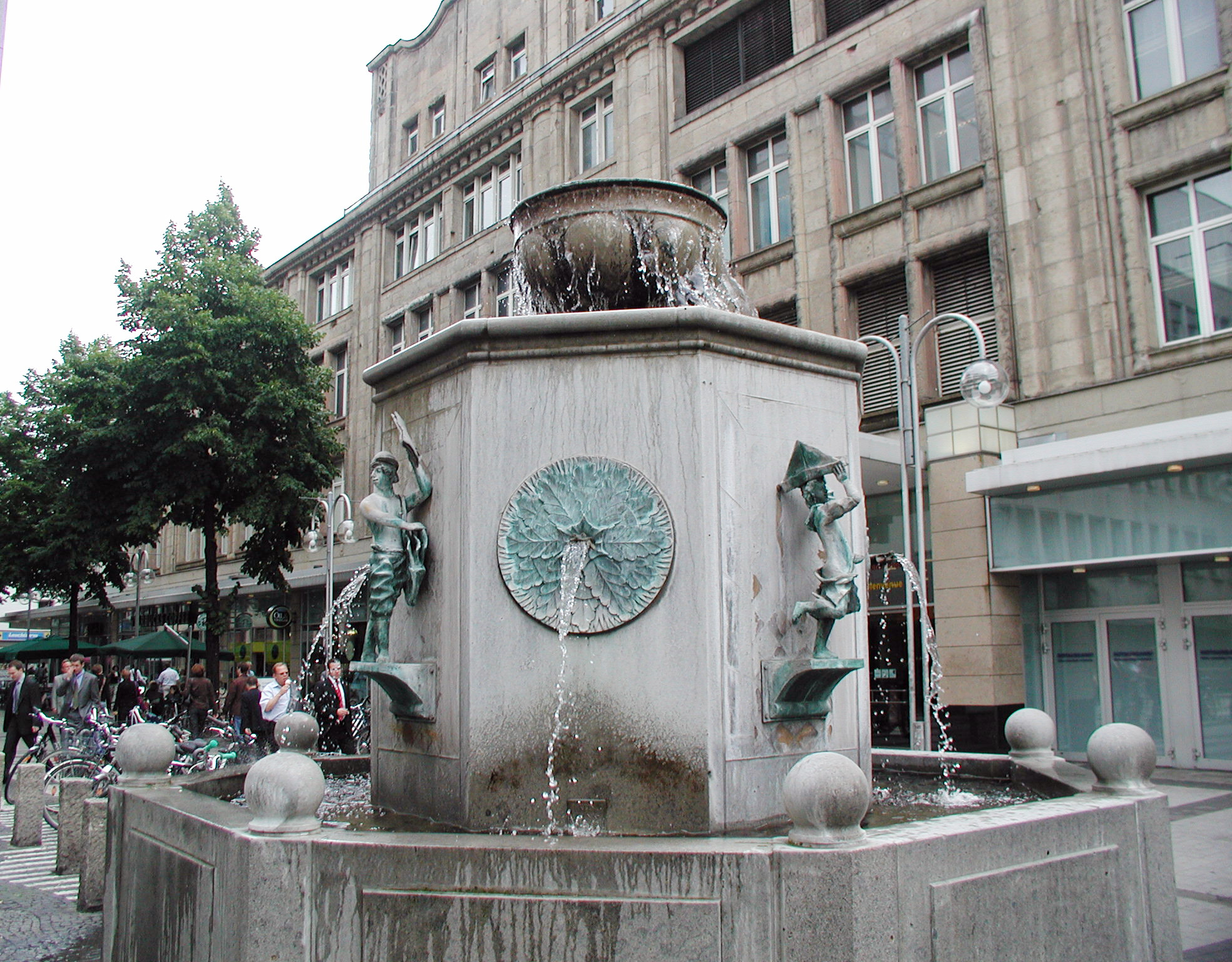
DuMont-Brunnen in Köln

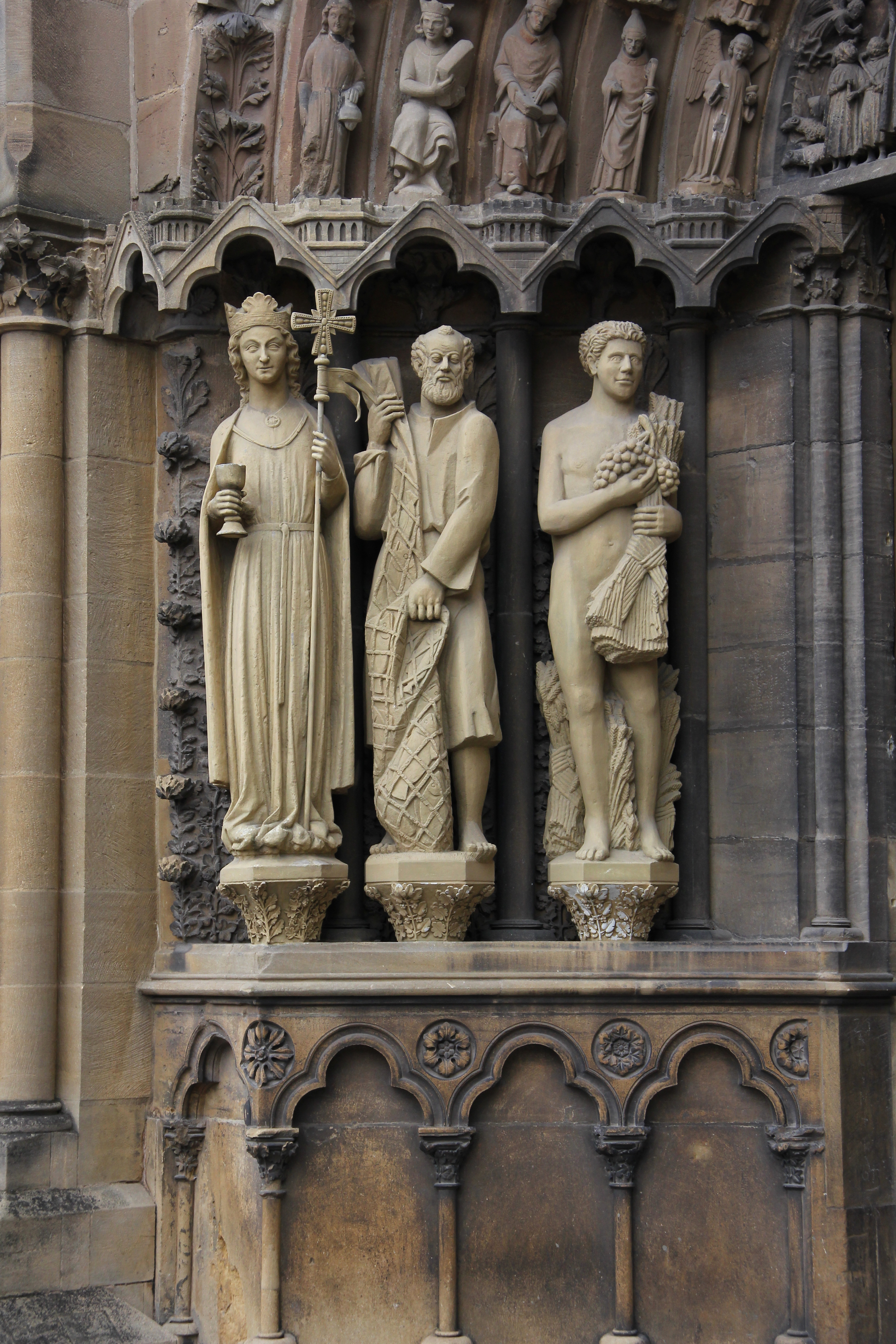
Statuen am Gewände des Westportals der Liebfrauenkirche Trier: in der Mitte Petrus von Theo Heiermann

- Dornenkrone auf dem Katholikentag Köln 1956 (mit Architekt Rudolf Schwarz)
- Figurengruppe Verkündigung in der Kirche St. Hedwig in Bonn-Mehlem (mit Arch. Emil Steffann)
- Fenster Auge, Taube, Portale in der Kirche Heilig Kreuz in Bottrop (mit Maria und Rudolf Schwarz)
- zwei Skulpturen in der Kirche St. Bonifatius in Waldweiler (mit Arch. Heinz Bienefeld)
- Figuren in drei Nischen an der Südwand der Kirche St. Andreas in Wesseling-Keldenich (mit Arch. Heinz Bienefeld)
- Innenausstattung des Trierer Doms (mit den Bildhauern Jochem Pechau und Elmar Hillebrand sowie den Architekten Gottfried Böhm und Nikolaus Rosiny; Orgel mit Elmar Hillebrand)
- Schleierbretter der Sandtner-Orgel im Dom zu Eichstätt (mit Elmar Hillebrand)
- Innenausstattung der Sakramentskapelle mit Kreuzweg im Osnabrücker Dom (mit Elmar Hillebrand)
- Ausstattung der Sakramentskapelle der Abtei Grüssau in Bad Wimpfen (mit Elmar Hillebrand)
- Hochaltar aus Savonnières-Kalkstein in der Liebfrauenkirche in Koblenz (mit Elmar Hillebrand; Fastenbild mit den Arma Christi auf der Retabelrückseite von Clemens Hillebrand)
- Kreuzweg in der Kirche St. Elisabeth in Leverkusen (1966)
- Kreuzweg in St. Mariä Empfängnis in Monschau (mit Elmar Hillebrand)
- Portal der Kirche St. Pantaleon in Köln
- Portal der Kirche St. Ursula in Köln
- vier Figuren am Ratsturm in Köln
- Arche Noah, als bronzener Aufsatz für das Weihwasserbecken im Eingangsbereich (1961), Altar (1971), Tabernakel (1972), Ambo (1980) und Taufbecken (1980) der Kirche St. Remigius in Köln-Sürth
- Arche Noah, Wandmalerei in Fresco-secco-Technik in der Kapelle St. Georg (Köln), (1982)
- Bronzeportal der Kirche St. Michael in Ibbenbüren (1982–1985)
- DuMont-Brunnen in Köln, Breite Straße / Hanns-Hartmann-Platz (1984–1986; entworfen für das benachbarte Stammhaus des Kölner Verlagshauses DuMont Schauberg)
- Krippe im Kölner Dom (mit Barbara Heiermann)
- Glasfenster in St. Lamberti (Gladbeck).
- Marienbrunnen vor der Doppelkirche Schwarzrheindorf in Bonn-Beuel (zusammen mit Jochem Pechau)
- Altarretabel in der Wallfahrtskirche St. Adelheid am Pützchen[4]
- Brunnendenkmal für die ehemalige Synagoge am Lappenberg in Hildesheim
Elmar Hillebrand entwarf das Gesamtkonzept und führte eine Seite des würfelförmigen Brunnens aus, die anderen Seiten stammen von den drei Bildhauerkollegen und Teilnehmern des vorangegangenen Wettbewerbs, Jochem Pechau, Karl Matthäus Winter und Theo Heiermann.
- Altarblock in der katholischen Pfarrkirche St. Michael in Werdohl
- Zwentibold-Brunnen auf dem Marktplatz in Bad Münstereifel
- Petrus-Statue am Westportal der Liebfrauenkirche (Trier) (1991/92)[5]
- Kreuzigungsgruppe in der Vierung und zwei Glasfenster in der linken Apsis der Herz-Jesu-Kirche (Ettlingen) (1990–1992)[6]